# Титули в Османській імперії
Титули в Османській імперії — система звань, що існувала в Османській імперії. Була скасована 26 листопада 1934 в ході реформ Ататюрка.

## Шляхетські титули
На відміну від прийнятої в країнах Заходу системи шляхетських титулів, османські титули (за винятком правлячої династії) не були спадковими і ґрунтувалася на займаній посаді, поширюючись на одне або кілька наступних поколінь.
Приблизна ієрархія титулів така:
- Халіф (спадкоємець Пророка, Амір уль-момінін (ватажок правовірних)
- Султан, падишах
- Великий візир
- Каймакам (представник султана) і капудан-паша (Каптан-и дерья)
- Хедив (віце-султан Єгипту)
- Валі (намісник вілайєта)
- Паша (генерал чи губернатор)
- Бей (старший офіцер)
- Ефенді (офіцерське звання, приблизно відповідає лейтенанту)

## Титулування монарха
Основним титулом монарха був Великий султан і Падишах (слово прийшло з перської мови через арабська). Повний титул виник в результаті накопичення титулів, що відображають права і домагання володаря на анексовані і підлеглі держави. В українському перекладі він звучить так:
«Султан (ім'я) хан, володар Будинку Османів, султан султанів, хан ханів, ватажок правовірних і спадкоємець пророка Владики Всесвіту, захисник святих міст Мекки, Медіни і Єрусалиму, імператор Константинополя, Адріанополя і Бурси, міст Дамаску й Каїра, всього Азербайджану, Магріса, Барки, Кайруана, Алеппо, арабського Іраку і Аджіма, Басри, Ель-Хаси, Ділена, Ар-Ракка, Мосула, Парфії, Діярбакира, Кілікії, Вілаєт Ерзрум, Сивас, Адани, Карамана, Вана, бербери, Абісинії, Тунісу, Триполі, Дамаску, Кіпру, Родосу, Канді, вілайєта Мореі, Мармурового моря, Чорного моря та його берегів, Анатолії, Румелії, Багдада, Курдистану, Греції, Туркестану, Татарії, Черкесії й двох областей Кабарди, Грузії, кіпчакской рівнини і всієї держави татар, Кафи і сусідніх країн, Боснії та її залежних країн, міста і фортеці Белград, вілайєта Сербії з усіма замками, фортецями й містами, всієї Албанії, всього ІФЛАК і Богданом з усіма залежними країнами і кордонами, і багатьох інших країн і міст.»
Безперечний спадкоємець іменувався: Даулатлу наджабатлу вали Ахад-і-султанат (ім'я) ефенді хазлатларі (Наслідний принц з титулом Його імператорської високості).
Інші чоловічі нащадки правителя по чоловічій лінії: Давлатлу наджабатлу Шахзад султан (ім'я) хазретлері ефенді (Принц (ім'я) ефенді, з титулом Його імператорської Вельможності).
Подружжя імператорської принцеси: Дамад-і-шах'ярі (ім'я) бейефенді (Бейефенді (у разі відсутності більш високого титулу) з титулом Його Вельможності).
Сини імператорської принцеси: Султанзада (ім'я) бейефенді (Принц з титулом Його Вельможності).
Онуки імператорських принцес по чоловічій лінії іменувалися тільки (ім'я) + бей